# Вулф-Пойнт (Монтана)
Вулф-Пойнт (англ. Wolf Point ) — город, являющийся административным центром округа  Рузвельт в штате Монтана США. По данным переписи 2020 года, численность населения составила 2517 человек, что на 4% меньше, чем 2621 человек по данным переписи 2010 года. Вулф-Пойнт является местом проведения ежегодного родео Уайлд-Хос-Стампид, которое проводится каждый год во вторые выходные июля. Уайлд-Хос-Стампид в Вулф-Пойнте является старейшим родео в Монтане, и его называют «дедушкой родео Монтаны».
В Вулф-Пойнте также проводится Пау-вау Вадопана, старейший традиционный пау-вау в Монтане, который всегда проводится в первую неделю августа.

## История
Вулф-Пойнт начинался как торговый пост в 1860-х годах, в месте впадения ручья Вулф в реку Миссури. Земледелие в этом районе началось ещё в 1874 году, когда участники Гражданской войны, пионеры Филипп  «Сэнди» Кнорр и Джон Уинн стали первыми людьми, посадившими урожай в северо-восточной Монтане. Филип Кнорр, Джон Уинн, Монтана Джим Хелмер, Хэнк Каскер, Генри Кирн, Джейкоб Вирт и Джеймс Макдональд стали пионерами в Вулф-Пойнте. Железная дорога Грейт-Нортерн прибыла в 1887 году.

## География

### Топография
Вулф-Пойнт расположен на северо-востоке Монтаны в широкой, мелководной долине реки Миссури, чуть ниже её слияния с Вулф-Крик. Вулф-Пойнт расположен на Высоких равнинах восточной Монтаны. По данным Бюро переписи населения США, общая площадь города составляет 0,88 квадратных миль (2,28 км²), вся земля — суша.
Город расположен на северном берегу реки Миссури, южная часть занимает исконную пойму этой реки. Северная часть занимает обращенные на юг, низкие холмы с видом на речную террасу.

### Климат
В Вулф-Пойнте — семиаридный климат (BSkw по классификации климатов Кёппена).

## Население
| 2010 | 2020  |
| ---- | ----- |
| 2621 | ↘2517 |